# Gerhildiella rossneriana
Gerhildiella rossneriana är en bladmossart som beskrevs av Riclef Grolle. Gerhildiella rossneriana ingår i släktet Gerhildiella och familjen Scapaniaceae. Inga underarter finns listade i Catalogue of Life.